# Blade Runner (colonna sonora)
Blade Runner è un album di Vangelis, colonna sonora dell'omonimo film del regista Ridley Scott e pubblicato da Warner Music e Atlantic Records nel 1994, dodici anni più tardi rispetto alla sua composizione e all'uscita del film. Si tratta della ventinovesima uscita discografica del musicista greco tra album, colonne sonore e compilation.

## Descrizione

### La colonna sonora
La colonna sonora di Vangelis è una combinazione oscuro-melodica di composizioni classiche eseguite con sintetizzatori, a rispecchiare lo sfondo ambientale retro-futuristico del film di Ridley Scott. Vangelis, fresco della vittoria dell'Oscar alla migliore colonna sonora per Chariots of Fire, compone così la prima colonna sonora per Ridley Scott (in futuro sarà autore anche di quella per 1492 - La conquista del paradiso). Nell'album sono presenti un gran numero di collaboratori, tra cui il cantante Demis Roussos (precedentemente con lui negli Aphrodite's Child) e il sassofonista Dick Morrissey (protagonista di un assolo in Love Theme). Ridley Scott incluse nella colonna sonora anche una versione orchestrale di Memories of Green, brano proveniente dall'album See You Later, che utilizzò successivamente anche nella colonna sonora di Chi protegge il testimone. Oltre alle composizioni di Vangelis, facevano parte della colonna sonora anche un brano della band giapponese Ensemble Nipponia (Ogi No Mato) e uno dell'arpista Gail Laughton (Pompei '76 A.D.).

### Pubblicazione
Benché la colonna sonora fosse stata ben accolta dal pubblico ed acclamata dalla critica (nomination nel 1983 per il Golden Globe e per il British Academy of Film and Television Arts BAFTA Award, in entrambi i casi come miglior colonna sonora) e malgrado la promessa della Polydor di pubblicare un album ufficiale, la pubblicazione fu rinviata per oltre un decennio. Vi sono perciò tre pubblicazioni ufficiali: la prima è un'esecuzione orchestrale eseguita dalla New American Orchestra, pubblicata nel 1982 a causa dell'assenza del materiale ufficiale. Due tracce provenienti dalla colonna sonora furono incluse nella compilation Themes, ma la pubblicazione ufficiale arrivò solo nel 1994, per mano della Warner Music. Successivamente furono pubblicati alcuni bootleg contenenti anche tracce inedite.
Nel 2007 l'album è stato rimasterizzato e ripubblicato con l'aggiunta di due dischi contenenti brani usati nel film e precedentemente non pubblicati assieme a composizioni scartate dal regista. Nonostante questa nuova pubblicazione venga definita completa, alcuni brani usati nel film non sono stati inclusi.

## Tracce

### Versione orchestrale 1982
1. Love Theme – 4:12
2. Main Title – 5:01
3. One More Kiss, Dear – 4:00
4. Memories of Green – 4:50
5. End Title – 4:17
6. Blade Runner Blues – 4:38
7. Farewell – 3:10
8. End Title Reprise – 3:08

### Versione ufficiale 1994
1. Main Titles – 3:42
2. Blush Response – 5:47
3. Wait for Me – 5:27
4. Rachel's Song – 4:46
5. Love Theme – 4:56
6. One More Kiss, Dear – 3:58
7. Blade Runner Blues – 8:53
8. Memories of Green – 5:05
9. Tales of the Future – 4:46
10. Damask Rose – 2:32
11. Blade Runner (End Titles) – 4:40
12. Tears in Rain – 3:00

### Ripubblicazione 2007

#### Disco 1
1. Main Titles – 3:42
2. Blush Response – 5:47
3. Wait for Me – 5:27
4. Rachel's Song – 4:46
5. Love Theme – 4:56
6. One More Kiss, Dear – 3:58
7. Blade Runner Blues – 8:53
8. Memories of Green – 5:05
9. Tales of the Future – 4:46
10. Damask Rose – 2:32
11. Blade Runner (End Titles) – 4:40
12. Tears in Rain – 3:00

#### Disco 2
1. Longing – 1:58
2. Unveiled Twinkling Space – 1:59
3. Dr. Tyrell's Owl – 2:40
4. At Mr. Chew's – 4:47
5. Leo's Room – 2:21
6. One Alone – 2:23
7. Deckard And Roy's Duel – 6:16
8. Dr. Tyrell's Death – 3:11
9. Desolation Path (bonus track) – 5:45
10. Empty Streets – 6:16
11. Mechanical Dolls – 2:52
12. Fading Away – 3:32

#### Disco 3
1. Launch Approval – 1:54
2. Up And Running – 3:09
3. Mail From India – 3:27
4. BR Downtown – 2:27
5. Dimitri's Bar – 3:52
6. Sweet Solitude – 6:56
7. No Expectation Boulevard – 6:44
8. Vadavarot – 4:14
9. Perfume Exotico – 5:19
10. Spotkanie Z Matka – 5:09
11. Piano In An Empty Room – 3:37
12. Keep Asking – 1:29